# 쓰시마 유코
쓰시마 유코(일본어: 津島 佑子 쓰시마 유코[*], 1947년 3월 30일 ~ 2016년 2월 18일)는 일본의 소설가이다. 본명은 쓰시마 사토코(津島 里子)이며, 도쿄도 미타카시 출신이다. 아버지는 소설가 다자이 오사무이며, 다자이가 죽었을 때 유코는 한 살이었다.
1998년에 가족, 삶과 죽음 등을 주제로 구상에서 집필까지 5년을 들여 이전까지 집필한 작품을 집대성한 대작 《불의 산》을 완성했다. 다니자키 준이치로상, 노마 문학상을 수상했다. 이 작품은 후에 2006년 방송된 NHK의 연속 TV 소설 《순정 반짝》의 원안이 됐다.

## 주요 작품
- 1998년 《불의 산》 (火の山―山猿記)
- 2000년 《웃는 늑대》